# Турия (община)
Вижте пояснителната страница за други значения на Турия.
Община Турия (на румънски: Comuna Turia) е община в Румъния. Административен център на общината е Турия. Населението на общината през 2009 година е 3828 души.

## Населени места
Общината има 2 населени места:
- Турия
- Алюджени